# Ascotis terebraria
Ascotis terebraria là một loài bướm đêm trong họ Geometridae.